# Родман (Айова)
Родман (англ. Rodman) — місто (англ. city) в США, в окрузі Пало-Альто штату Айова. Населення — 31 особа (2020).

## Географія
Родман розташований за координатами 43°1′36″ пн. ш. 94°31′38″ зх. д. / 43.02667° пн. ш. 94.52722° зх. д. (43.026590, -94.527183).  За даними Бюро перепису населення США в 2010 році місто мало площу 0,44 км², уся площа — суходіл.

## Демографія
Згідно з переписом 2010 року, у місті мешкало 45 осіб у 23 домогосподарствах у складі 12 родин. Густота населення становила 102 особи/км².  Було 25 помешкань (57/км²).
Расовий склад населення:
| - 100,0 % — білих |

До двох чи більше рас належало 0,0 %. Частка іспаномовних становила 0,0 % від усіх жителів.
За віковим діапазоном населення розподілялося таким чином: 15,6 % — особи молодші 18 років, 66,6 % — особи у віці 18—64 років, 17,8 % — особи у віці 65 років та старші. Медіана віку мешканця становила 50,5 року. На 100 осіб жіночої статі у місті припадало 104,5 чоловіків;  на 100 жінок у віці від 18 років та старших — 111,1 чоловіків також старших 18 років.
Середній дохід на одне домашнє господарство  становив 41 221 долар США (медіана — 26 667), а середній дохід на одну сім'ю — 56 920 доларів (медіана — 26 875). За межею бідності перебувало 34,0 % осіб, у тому числі 100,0 % дітей у віці до 18 років та 41,7 % осіб у віці 65 років та старших.
Цивільне працевлаштоване населення становило 28 осіб. Основні галузі зайнятості: виробництво — 39,3 %, освіта, охорона здоров'я та соціальна допомога — 25,0 %, роздрібна торгівля — 21,4 %.